# Unidentified Aerial Phenomena Task Force
Unidentified Aerial Phenomena Task Force (tạm dịch: Đội Đặc nhiệm Hiện tượng Không trung Không xác định, viết tắt UAPTF) là một chương trình của Văn phòng Tình báo Hải quân Mỹ được dùng để "tiêu chuẩn hóa việc thu thập và báo cáo" về những trường hợp chứng kiến phương tiện bay không giải thích được. Chương trình được trình bày chi tiết trong phiên điều trần vào tháng 6 năm 2020 của Ủy ban Đặc biệt về Tình báo của Thượng viện Hoa Kỳ.

## Lịch sử
Tháng 12 năm 2017, Bộ Quốc phòng Hoa Kỳ đã xác nhận sự tồn tại của một chương trình quốc phòng được sử dụng để thu thập dữ liệu về trường hợp nhìn thấy UFO quân sự, bất chấp việc Chương trình Nhận dạng Hiểm họa Hàng không Vũ trụ Tiên tiến (AATIP) năm 2012 bị giải tán. Giống như chương trình tiền nhiệm, Đội Đặc nhiệm UAP nằm dưới sự quản lý của Thứ trưởng Quốc phòng đặc trách Tình báo phối hợp với Văn phòng Tình báo Hải quân.
Sau phiên điều trần tại Thượng viện vào tháng 6 năm 2020, Thượng nghị sĩ Marco Rubio đã yêu cầu công bố đoạn video quay các phương tiện bay không giải thích được do Hải quân Mỹ thu thập, bao gồm cả video về UFO của Lầu Năm Góc.
Ngày 24 tháng 6 năm 2020, Ủy ban Tình báo đã bỏ phiếu đề nghị Cộng đồng Tình báo và Bộ Quốc phòng công khai theo dõi và phân tích dữ liệu thu thập được về loại phương tiện bay không xác định. Một báo cáo từ đội đặc nhiệm sẽ được cấp cho Ủy ban Tình báo 180 ngày sau khi đạo luật ủy quyền tình báo được thông qua.
Viết cho tờ Politico, Bryan Bender dẫn lời Christopher Mellon, cố vấn của công ty quảng bá UFO To the Stars, nói rằng "Nó càng hợp pháp hóa vấn đề", nói thêm "Bản thân điều đó vô cùng quan trọng. Mọi người có thể nói về nó mà không sợ xấu hổ". Mellon còn nói "Chúng tôi đang nói về hàng tá sự cố trong không phận quân sự hạn chế suốt trong nhiều năm".
Tháng 7 năm 2020, Rubio cho biết ông lo lắng rằng một quốc gia đối địch đã đạt được "một số bước nhảy vọt về công nghệ" "cho phép họ tiến hành loại hoạt động này", đồng thời nói rằng có thể có một cách giải thích thông thường là "nhàm chán".

## Công bố chương trình
Chương trình được Thứ trưởng Bộ Quốc phòng David Norquist chính thức phê duyệt vào ngày 4 tháng 8 năm 2020 và công bố vào ngày 14 tháng 8 năm 2020. "Nhiệm vụ của đội đặc nhiệm là phát hiện, phân tích và lập danh mục các UAP có khả năng gây ra mối đe dọa cho an ninh quốc gia của Mỹ".